# シナノキンバイ
シナノキンバイ（信濃金梅、Trollius shinanensis）は、キンポウゲ科キンバイソウ属の多年草である。

## 特徴
北海道～中部地方以北の高山帯に生える高山植物。雪渓が溶けたあとの湿った草原に生える。高さは20～70cm。花は直径3～4cmのあざやかな黄色で萼片が5～7個ついており、花弁のように見える。花期は7～8月。

## 文化
田中澄江が『新・花の百名山』の著書で、笠ヶ岳を代表する高山植物のとして、ミヤマダイコンソウとヒメレンゲなどと共に紹介した。

## チシマノキンバイソウ
チシマノキンバイソウ（千島の金梅草、Trollius riederianus）は、キンポウゲ科の多年草。シナノキンバイの母種とする分類もある。北海道に分布している。名前の似ているチシマキンバイはバラ科で全くの別種。高さは20-70cm。花期は6-7月。

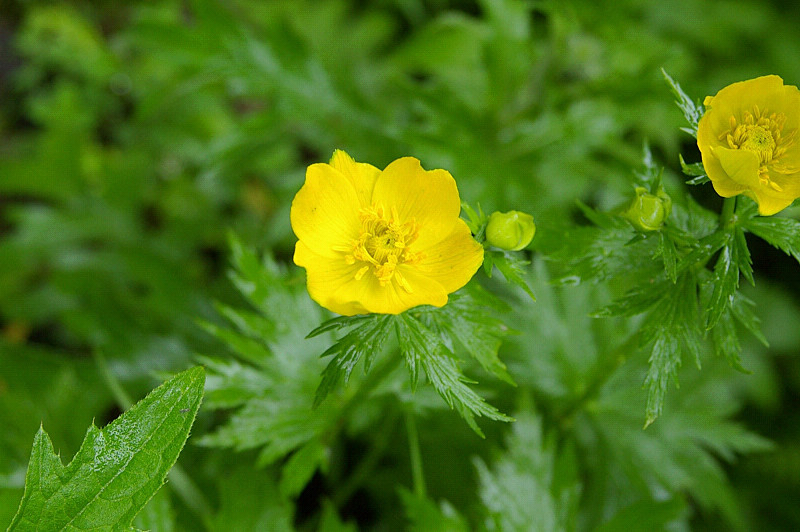
チシマノキンバイソウ
北海道斜里岳・2007年7月

## 関連画像
- シナノキンバイの花
2002年7月・燕岳
- シナノキンバイの花とつぼみ
2010年7月・白山
- シナノキンバイのつぼみ
2008年7月・北岳
- シナノキンバイの大群落
2001年7月・笠ヶ岳の杓子平